# Lac de Notre-Dame-de-Commiers
Le lac de Notre-Dame-de-Commiers est une retenue d'eau artificielle sur le Drac, en amont du barrage de Notre-Dame-de-Commiers dans le département de l'Isère, alimentant une centrale hydro-électrique EDF.